# A.C.O.D.
A.C.O.D. est un film américain réalisé par Stu Zicherman, sorti en 2013.

## Distribution
- Adam Scott (VF : Alexandre Gillet) : Carter
- Richard Jenkins (VF : Patrick Floersheim) : Hugh
- Catherine O'Hara (VF : Élisabeth Wiener) : Melissa
- Amy Poehler (VF : Marie-Laure Dougnac) : Sondra
- Mary Elizabeth Winstead (VF : Ingrid Donnadieu) : Lauren
- Clark Duke (VF : Donald Reignoux) : Trey
- Ken Howard (VF : Thierry Murzeau) : Gary
- Valerie Tian : Keiko
- Sarah Burns (VF : Pamela Ravassard) : Margo
- Jessica Alba (VF : Barbara Delsol) : Michelle
- Jane Lynch (VF : Josiane Pinson) : Dr Lorraine Judith
- Adam Pally (VF : Benjamin Penamaria) : Mark / Lewis
- Steve Coulter (VF : Jean-Marc Charrier) : Charles

 Source et légende : version française (VF) sur RS Doublage